# Agave mckelveyana
Agave mckelveyana ist eine Pflanzenart aus der Gattung der Agaven (Agave). Ein englischer Trivialname ist „McKelvey’s Agave“.

## Beschreibung
Agave mckelveyana wächst solitär und bildet Ausläufer mit einem Durchmesser bis 40 cm. Die grünen bis bläulichen, linealisch bis lanzettenförmig unregelmäßig angeordneten Blätter sind 20 bis 35 cm lang und bis 3,5 cm breit. Die welligen Blattränder sind variabel rotbraun gezahnt. Der graue bis braune Enddorn ist 1,5 bis 4 cm lang.
Der rispige, schlanke Blütenstand wird 2 bis 3 m hoch. Die schmalen, gelben Blüten sind 30 bis 40 mm lang und erscheinen am oberen Teil des Blütenstandes an den variabel angeordneten, kurzen Verzweigungen. Die Blütenröhre ist 3 bis 5 mm lang.
Die länglichen, braunen dreikammerigen Kapselfrüchte sind 30 bis 45 mm lang und 10 bis 14 mm breit. Die schwarzen Samen sind 5 bis 6,5 mm lang und 4 bis 4,5 mm breit.
Die Blütezeit reicht von Mai bis Juli.

## Systematik und Verbreitung
Agave mckelveyana ist im Südwesten der Vereinigten Staaten in Arizona an steinigen Hängen, in Grasland, Wüsten- und Gebirgsregionen und offenem Waldland in 900 bis 2200 m Höhe verbreitet. Sie ist vergesellschaftet mit zahlreichen Kakteen- und Sukkulentenarten.
Die Erstbeschreibung durch Howard Scott Gentry ist 1970 veröffentlicht worden.
Agave mckelveyana ist ein Vertreter der Sektion Deserticolae. Sie wächst begrenzt in Zentral- bis Westarizona. Typisch sind die kleinen Rosetten und die schmalen grünen bis bläulichen, gezahnten Blätter mit den langen Blütenständen. Sie ist verwandt mit Agave deserti subsp. simplex, die auf geringeren Höhen in der Sonora-Wüste angesiedelt ist.
Agave mckelveyana hybridisiert mit Agave deserti subsp. simplex und Agave utahensis subsp. utahensis. Sie kann bei trockenem Stand Frostperioden bis −15 °C überstehen.